# John Kovalic

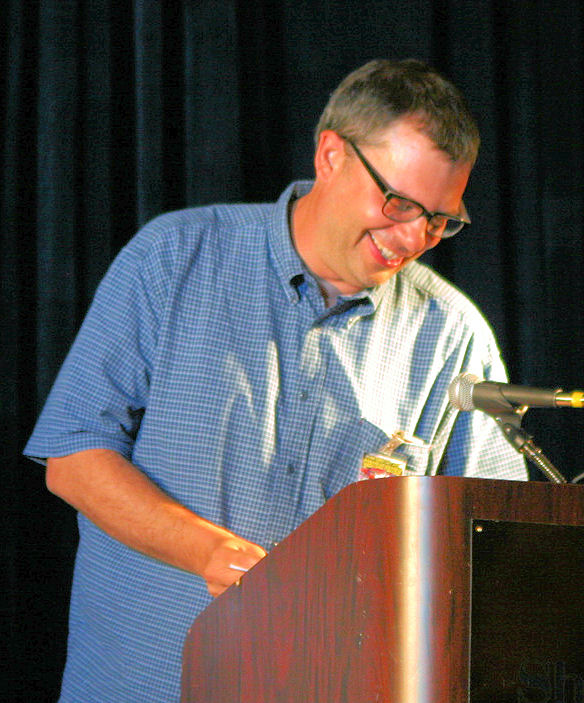
John Kovalic

John Kovalic (ur. 24 listopada 1962 w Manchesterze) – brytyjski twórca komiksów i ilustrator. Obecnie mieszka w Madison w stanie Wisconsin (Stany Zjednoczone).
Kovalic jest najlepiej znany z serii komiksów, pasków komiksowych i komiksów internetowych Dork Tower oraz innych prac związanych z grami fabularnymi osadzonymi w światach fantasy jak chociażby The Unspeakable Oaf.
Ilustrował kilka gier planszowych i karcianych takich jak Pokéthulhu, Apples to Apples, Chez Geek, Chez Goth, Chez Dork i Munchkin. Zdobył także nagrody jako redaktor działu komiksów w Wisconsin State Journal a jego prace pojawiały się w New York Times i Washington Post. Jest także jednym z założycieli i współwłaścicieli firmy Out of the Box Games, gdzie jest dyrektorem artystycznym i wydawcą gry towarzyskiej Whad’Ya Know? (2003 rok).